# Тулендорф
Тулендорф (њем. Thulendorf) општина је у њемачкој савезној држави Мекленбург-Западна Померанија. Једно је од 59 општинских средишта округа Бад Доберан. Према процјени из 2010. у општини је живјело 561 становника. Посједује регионалну шифру (AGS) 13051079.

## Географски и демографски подаци
Тулендорф се налази у савезној држави Мекленбург-Западна Померанија у округу Бад Доберан. Општина се налази на надморској висини од 48 метара. Површина општине износи 10,7 km². У самом мјесту је, према процјени из 2010. године, живјело 561 становника. Просјечна густина становништва износи 52 становника/km².